# Hypericum olivieri
Hypericum olivieri är en johannesörtsväxtart som först beskrevs av Édouard Spach, och fick sitt nu gällande namn av Pierre Edmond Boissier. Hypericum olivieri ingår i släktet johannesörter, och familjen johannesörtsväxter. Inga underarter finns listade i Catalogue of Life.